# Lorentz (artist)
Lorentz, artistnamn för Lorentz Johannes Alexander Berger, född 28 juli 1991 i Stockholm, är en svensk pop- och hiphop-artist. 

## Biografi
Lorentz är uppväxt på Södermalm. Tillsammans med sin bror Sakarias Berger utgör han duon Lorentz & Sakarias. Han har samarbetat med bland andra jj, Say Lou Lou, JaQe, Duvchi och Joy. År 2014 gav han ut debutskivan Kärlekslåtar som vann en Grammis för årets hiphop/soul. Efter nästan tre år gav han 2017 ut uppföljaren Lycka till. Skivan är likt föregående verk producerad av Vito Grasso, men nu även av Hampus "Vinter" Bergh och Mats Norman. Den 29 juni 2018 kom singeln Wow Pow. 
3 januari 2020 gav Lorentz ut singeln Intro med medverkan av Duvchi, och 15 maj samma år kom skivan Krig och fred.
I november 2021 gav han ut sitt fjärde album R1 efter drömmen samt singeln Bathing Ape. Han meddelade samtidigt att han lägger ner sin artistkarriär, men avser fortsätta som producent och släppa andra artister på sitt skivbolag Switching lanes.
2023 medverkade han i SVT-serien När hiphop tog över.

## Diskografi

### Album
| År   | Dag         | Album            | Listplacering position |
| ---- | ----------- | ---------------- | ---------------------- |
| 2014 | 4 juli      | Kärlekslåtar     | 22                     |
| 2017 | 16 juni     | Lycka till       | 5                      |
| 2020 | 15 maj      | Krig och fred    | 26                     |
| 2021 | 19 november | R1 efter drömmen |                        |

### Singlar
| År   | Titel                                      | Listplacering position |
| ---- | ------------------------------------------ | ---------------------- |
| 2014 | Allt från mig                              | -                      |
| 2016 | Romeo                                      | -                      |
| 2018 | Wow Pow                                    | -                      |
| 2020 | Intro (feat. Duvchi)                       | -                      |
| 2020 | Inte för oss (feat. Bennett, Madi Banja)   | -                      |
| 2020 | Du vill inte missa det här (feat. Velocet) | -                      |
| 2021 | Bravehearts                                | -                      |
| 2021 | Bathing Ape                                |                        |